# 大成食品

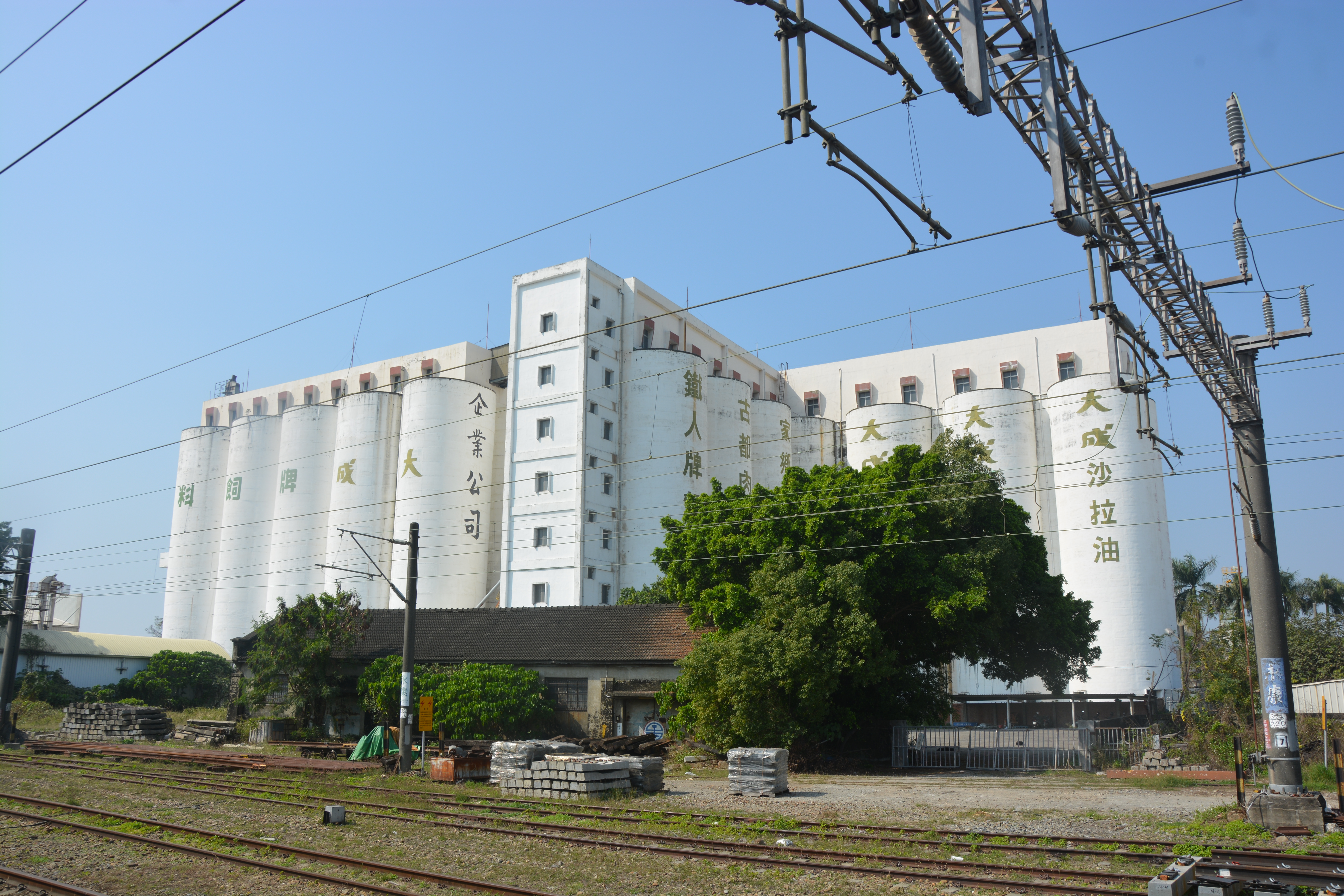
在台南永康車站旁的「大成沙拉油」工廠

大成食品（亞洲）有限公司，是一家東亞地區的大型雞肉供應商。該公司成立於1995年，其總部位在香港，母公司為大成長城企業。該企業現為肯德基在中國大陸最主要的雞肉供應商，其主要競爭對手為卜蜂。

## 歷史
1957年，韓浩然與牟清善在臺灣臺南縣開設黃豆榨油工廠。1960年，投標購入長城麵粉，從事麵粉生產業。1971年，出品沙拉油。1974年，大成集團在臺南成立。1978年，大成集團在臺灣證券交易所上市，屬於臺灣農畜食品股票上市公司（臺證所：1210，1978年5月20日上市）。
1982年，統一企業、泰華油脂、大成長城、三菱商事等企業在臺灣臺南官田合資成立榨油廠公司「大統益」（臺證所：1232，1996年2月9日上市）；該廠產出之油品由投資企業各自以其品牌通路銷售。 
1989年，在印尼泗水開辦水產工廠，又在中國大陸遼寧瀋陽設立飼料廠，廣東深圳蛇口設麵粉廠。
1995年，與丸紅株式會社合資在遼寧大連成立「大成食品(大連)有限公司」，於大連瓦房店市砲臺經濟開發區從事種雞飼養、雞雛孵化、飼料產銷、肉雞屠宰及深加工一條龍產業化經營。
2007年，大成食品(亞洲)在香港交易所上市。

## 外部連結
- 大成食品（页面存档备份，存于）
- 大成長城官網 （页面存档备份，存于）
- 大成安心購 （页面存档备份，存于）